# Royal Institution of Naval Architects
Die The Royal Institution of Naval Architects ist eine 1860 gegründete, britische Gesellschaft, die sich unter anderem der Schiffbauforschung, der Schiffskonstruktion, dem Schiffbau, dem Schiffsbetrieb und der Schiffsreparatur widmet. 
Die Gesellschaft wurde 1860 von 18 angesehenen Personen aus dem Bereich des Schiffbaus in London als Institution of Naval Architects als Zusammenschluss gegründet, um das Schiffbauwesen und den fachlichen Austausch darüber zu fördern. Im Jahr 1910 wurde die Gesellschaft erstmals mit einer Royal Charter inkorporiert und darf das Präfix „Royal“ im Namen führen.
Über die Jahre ihres Bestehens entfaltete die RINA eine breitgefächerte Aktivität, die unter anderem Vortragsreihen, Fachveröffentlichungen, die Herausgabe von Berichten und den fachinternen Informations- und Datenaustausch umfasst. Die Mitglieder der Gesellschaft arbeiten in über 90 Ländern der Erde.